# 丸山忠璋
丸山 忠璋（まるやま ただあき、1943年(昭和18年) - ）は、日本の音楽教育学者、武蔵野音楽大学教授。

## 人物
長野県松本市生まれ。1969年東京藝術大学音楽学部声楽科卒、1970年新潟大学教育専攻科音楽教育専攻修了、長野県高等学校教諭、1973年東京都高等学校教諭、1984年東京都教育委員会指導主事、1989 - 96年文部省初等中等教育局教科書調査官、1996年横浜国立大学教育学部助教授、教育人間科学部助教授、99年教授、2005年定年退官、武蔵野音楽大学教授。日本音楽療法学会常任理事、NPO音楽療法かながわ理事長、日本音楽教育学会常任理事、全日本音楽教育研究会大学部会理事。  

## 著書
- 『言文一致唱歌の創始者田村虎蔵の生涯』音楽之友社、1998
- 『療法的音楽活動のすすめ 明日の教育と福祉のために』春秋社、2002

共編
- 『小学校新しい音楽科教育』宮野モモ子共編 教育出版 教員養成基礎教養シリーズ、2001

### 翻訳
- ベネット・リーマー『音楽教育の哲学』音楽之友社、1987
- ゲルトルート・オルフ『オルフ=ムジークテラピィ 活動的音楽療法による発達援助』明治図書出版、1992

## 参考
- 『現代日本人名録2002』日外アソシエーツ